# Ellis Paul
Ellis Paul (nascido em 14 de janeiro de 1965) é um cantor e compositor norte-americano de folk music. Nascido Paul Plissey no Condado de Aroostook, Maine, suas canções pop tem aparecido em filmes e televisão, trazendo  música trazendo o elo entre o folk moderno e o tradicional de Woody Guthrie e Pete Seeger.
A sua música "The World Ain't Slowing Down" ficou muito conhecida por ter sido trilha sonora do filme - Me, Myself & Irene

## Discografia
| Ano  | Título                                            | Gravadora                       |
| ---- | ------------------------------------------------- | ------------------------------- |
| 2009 | The Day After Everything Changed                  | Black Wolf                      |
| 2008 | A Summer Night in Georgia - Live at Eddie's Attic | Black Wolf                      |
| 2008 | The Dragonfly Races                               | Black Wolf                      |
| 2006 | Essentials                                        | Rounder                         |
| 2005 | Live at Club Passim                               | Black Wolf                      |
| 2005 | American Jukebox Fables                           | Rounder                         |
| 2003 | Side of the Road (with Vance Gilbert)             | Rounder                         |
| 2002 | The Speed of Trees                                | Rounder                         |
| 2001 | Sweet Mistakes                                    | Co-Op Pop                       |
| 2000 | Live                                              | Rounder                         |
| 1998 | Translucent Soul                                  | Rounder                         |
| 1995 | A Carnival of Voices                              | Rounder                         |
| 1994 | Stories                                           | Black Wolf; re-released Rounder |
| 1993 | Say Something                                     | Black Wolf                      |
| 1989 | Urban Folk Songs                                  | End Construction                |
| 1989 | Am I Home                                         | End Construction                |